# Liste der Monuments historiques in Cuisles
Die Liste der Monuments historiques in Cuisles führt die Monuments historiques in der französischen Gemeinde Cuisles auf.

## Liste der Objekte
| Bezeichnung                   | Beschreibung           | Standort                                      | Kennzeichnung | Schutzstatus | Datum | Bild |
| ----------------------------- | ---------------------- | --------------------------------------------- | ------------- | ------------ | ----- | ---- |
| Grabstein für Luc de Salenave | Stein, bezeichnet 1602 | in der Kirche St-Gervais-et-St-Protais (Lage) | PM51000352    | Classé       | 1908  |      |